# Bionne (Loiret)
Pour les articles homonymes, voir Bionne.
La Bionne est une rivière française du département du Loiret, en région Centre-Val de Loire, et un sous-affluent de la Loire par le canal d'Orléans.

## Géographie

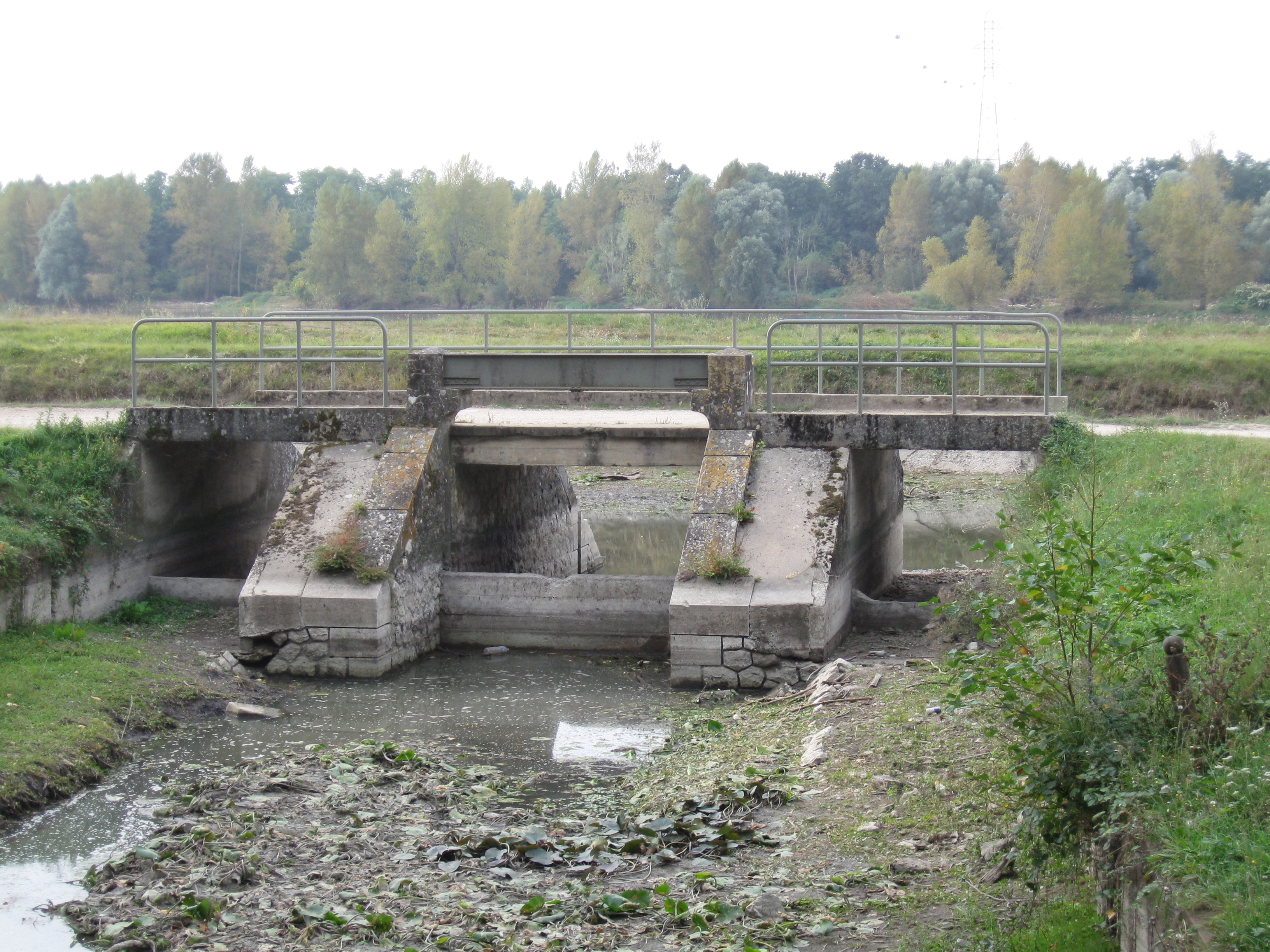
Le débouché de la Bionne (au premier plan) dans le canal d'Orléans (derrière la passerelle), à Combleux.

La Bionne a une longueur de 18,9 km.
Elle prend son origine à la confluence de deux ruisseaux : les Esses et le Ruet sur le territoire de la commune de Boigny-sur-Bionne à proximité du lieu-dit le Petit-Bouland.
Pour le SANDRE, elle a son origine sur la commune de Loury, juste à la limite avec la forêt d'Orléans, à 126 m d'altitude, et son nom en cette partie haute est la Grande Esse. Le ruisseau des Esses est son nom après avoir conflué avec la Petite Esse en rive droite.
Tout au long de son cours, elle traverse la commune de Boigny-sur-Bionne du nord au sud, puis constitue la limite entre les communes de Saint-Jean-de-Braye à l'ouest, et Chécy puis Combleux à l'est. Elle pénètre finalement dans la commune de Combleux juste avant de déverser ses eaux dans la Loire via le canal d'Orléans qu'elle alimente au niveau du dernier bief.
La rivière passe sous la tangentielle d'Orléans et la ligne ferroviaire Orléans - Gien.

### Communes traversées
Dans le seul département du Loiret, la Bionne traverse sept communes :
- Loury,
- Vennecy,
- Marigny-les-Usages,
- Boigny-sur-Bionne,
- Chécy,
- Saint-Jean-de-Braye,
- Combleux.

## Affluents
La Bionne a quatre tronçons affluents référencés :
- le ruisseau des Esses, ou la Petite Esse (rd), 2,1 km sur la seule commune de Loury.
- le Buat ou le Ruet (rd), 5,4 km sur les cinq communes de Marigny-les-Usages, Semoy, Boigny-sur-Bionne, Saint-Jean-de-Braye, Chanteau  qui traverse l'étang du Goumiers, l'étang de Bucy et l'étang du Ruet avec un affluent :
  -  ? (rd), 0,7 km sur la seule commune de Chanteau.
- l'Ivoirie (rg), 7,7 km sur les trois communes de Trainou, Vennecy et Boigny-sur-Bionne, qui se jette dans la Bionne à Chécy au lieu-dit La Grande-Maison[4].
- un bras, donc affluent et défluent (rg), 2,3 km sur les deux communes de Boigny-sur-Bionne et Chécy.

Le rang de Strahler est donc de trois. La Bionne a une île dite 'île de la Bionne'

## Bassin versant
La Bionne traverse une seule zone hydrologique 'La Loire de la Bionne (C) au K434700 (C)' (K434) de 37 046 km2. L'ensemble de la Bionne et de ses trois affluents traverse onze communes : Boigny-sur-Bionne, Chanteau, Chécy, Combleux, Mardié, Marigny-les-Usages, Loury, Rebréchien, Saint-Jean-de-Braye, Traînou et Vennecy.

## Écologie

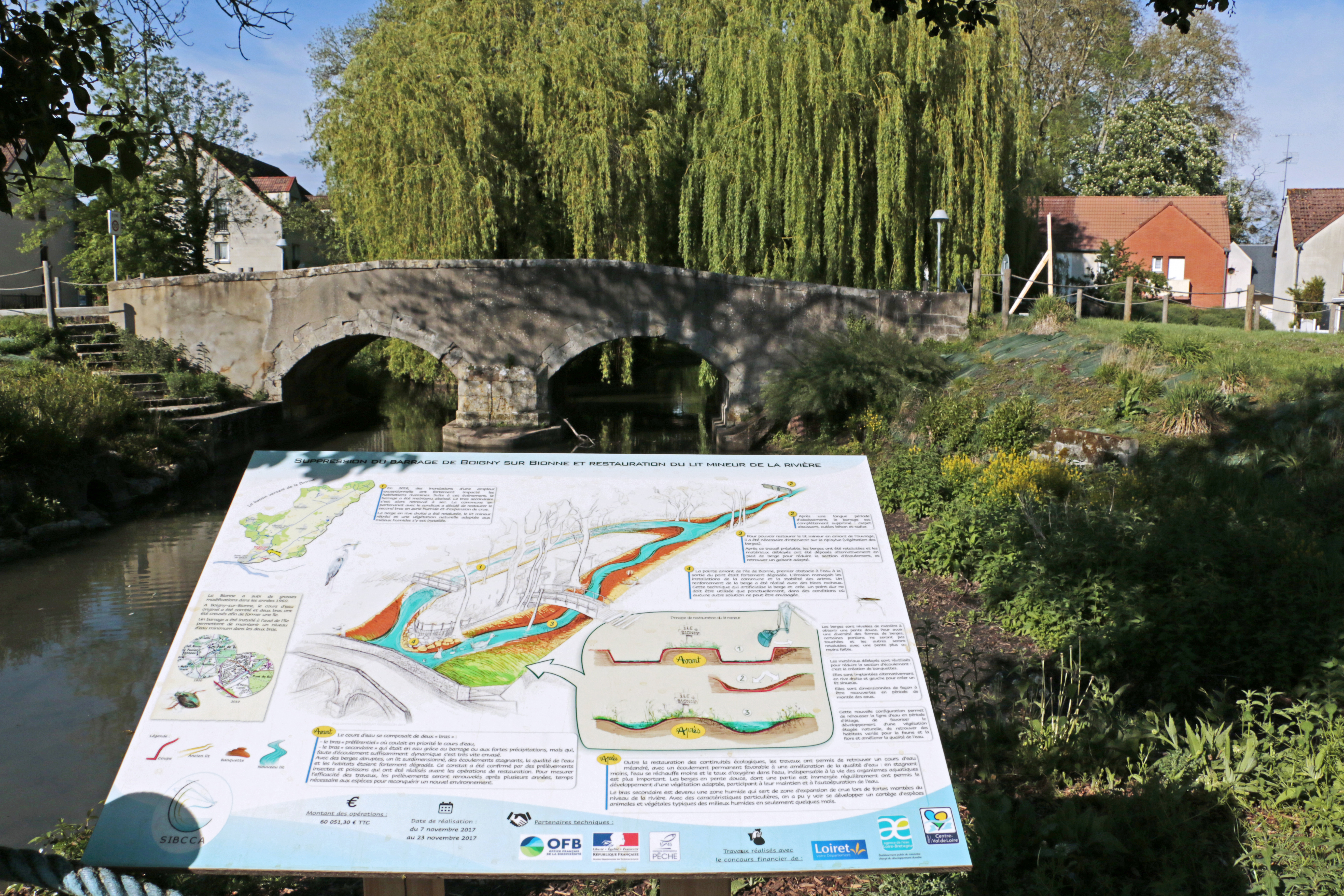
Renaturation de la Bionne à Boigny.

La Bionne et ses rives sont un milieu écologiquement riche.
Depuis 2019, la rivière fait l'objet d'une opération de renaturation, visant à restaurer son lit mineur, sa ripisylve et ses berges, et à rétablir sa continuité écologique,,,.
Des castors sont présents sur les berges de la rivière à Saint-Jean-de-Braye.

## Organisme gestionnaire
L'entretien et l'aménagement de la rivière et de ses affluents sont gérés par le syndicat intercommunal de la vallée de la Bionne et de ses affluents mis en place le 12 mai 1966. Il regroupe les communes traversées par le cours d'eau.
Le 1er janvier 2013, trois syndicats de rivières ont fusionné, celui du Cens — avec son affluent l'Oussance —, celui de la Crénolle, et celui de la Bionne, pour former le SIBCCA ou Syndicat Intercommunal de la Bionne, du Cens, de la Crénolle et de leurs affluents, sis à Vennecy.

## Patrimoine

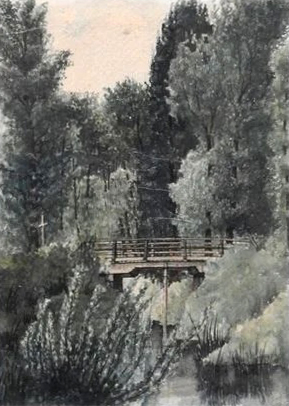
Pont sur la Bionne à la limite de Chécy et Saint Jean de Braye, aquarelle de Charles Péguy.

Un pont médiéval enjambe la Bionne à Boigny-sur-Bionne.
À proximité de la rivière, au lieu-dit Bionne, sur le territoire de la commune de Chécy, se trouve le château de la Prêche, datant de 1642, et son parc, un site inscrit dans le cadre de la loi du 2 mai 1930 relative à la protection des monuments naturels et des sites de caractère artistique, historique, scientifique, légendaire ou pittoresque le 16 octobre 1972 d'une part, et à l'inventaire des Monuments historiques par arrêté du 16 mai 1974 d'autre part.

## Toponyme
La Bionne a donné son hydronyme à la commune de Boigny-sur-Bionne.

### Filmographie
- Claude Humbert, [vidéo] Boigny, 31 mai 2016 sur Vimeo, reportage de  sur la crue exceptionnelle de la Bionne (2016, 3 min).
- Riportair, [vidéo] Inondation juin 2016 sur Vimeo (2016, 3 min).
- Groupe Richard, « Retour sur la restauration de la Bionne faite en avril 2022 », 2022 (2 min).
- Agence de l'eau, « Dans le bain de l'action ép. 2 - La restauration écologique de la Bionne à Boigny-sur-Bionne », 2023 (3 min), avec Jérôme Pitorin.